# Banca Commerciale Italiana
La Banca Commerciale Italiana (abrégé Comit) est une banque italienne fondée à Milan en 1894.
Longtemps l'une des premières banques et l'une des plus importantes du pays, elle fut restructurée au lendemain de la Première Guerre mondiale, comme Banco di Roma et Credito Italiano, banques d'intérêt national, puis contrôlées par l'IRI à partir de 1934.
Reprivatisée en 1994, elle fusionne en 2001 avec Banca Intesa.

## Histoire
La banque a été créée à Milan le 10 octobre 1894, dans le but d'attribuer des prêts aux principales sociétés industrielles italiennes et soutenir l'essor de l'économie du pays dans les secteurs de la sidérurgie, de la  mécanique, de l'électricité, la chimie, les transports, le textile, etc.
Cette institution financière est née d'une entente entre différents établissements bancaires et industriels européens, formant consortium, à savoir : des banques d'origine allemande (Deutsche Bank, Dresdner Bank, Bank für Handel und Industrie, Banque S. Bleichröder, Sal. Oppenheim et Berliner Handels-Gesellschaft), autrichienne (Anglo-Österreichische Bank, Wiener Bankverein et Osterreichische Creditanstalt), française (Banque de Paris et des Pays-Bas) et suisse (Crédit suisse et Compagnie de chemin de fer du Saint-Gothard). Le banquier Jósef Leopold Toeplitz (it) (1866-1938) est à l'origine de cette entente, et il en fut l'un des administrateurs principaux.

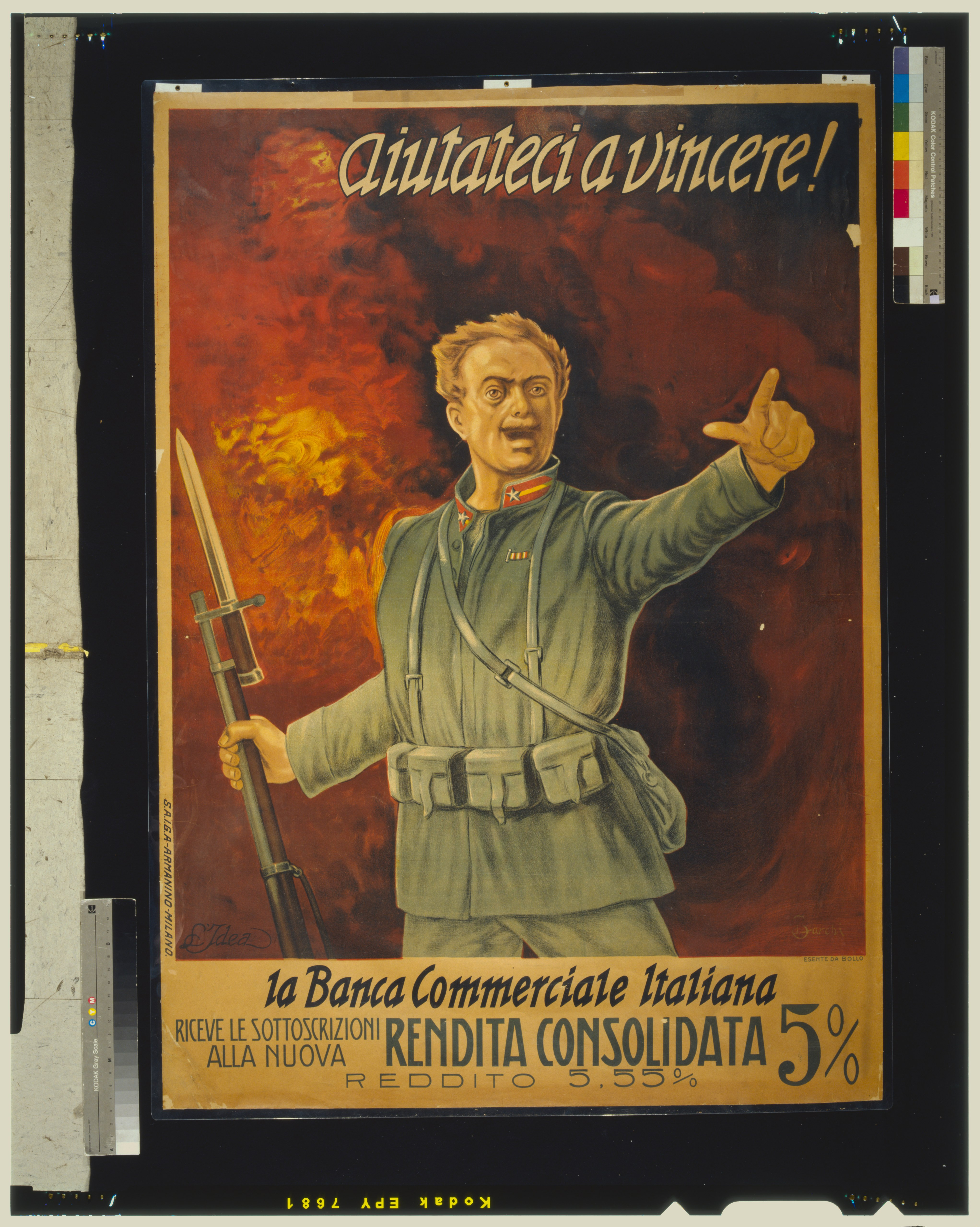
Affiche publicitaire pour l'emprunt national 5 % : en 1915, l'Italie a rejoint le camp de la France et de la Grande-Bretagne.

Des filiales sont créées sur tout le territoire, dans les agglomérations italiennes principales mais aussi à l'étranger, à travers un réseau de filiales et celui des banques associées à son capital initial. En 1910, elle cofonde, en association avec Paribas, la Banque française et italienne pour l'Amérique du Sud (la Sudaméris), dont le siège est à Paris alors que son activité est implantée en Amérique latine. Des filiales directes sont implantées à Londres en 1911 et à New York en 1918.

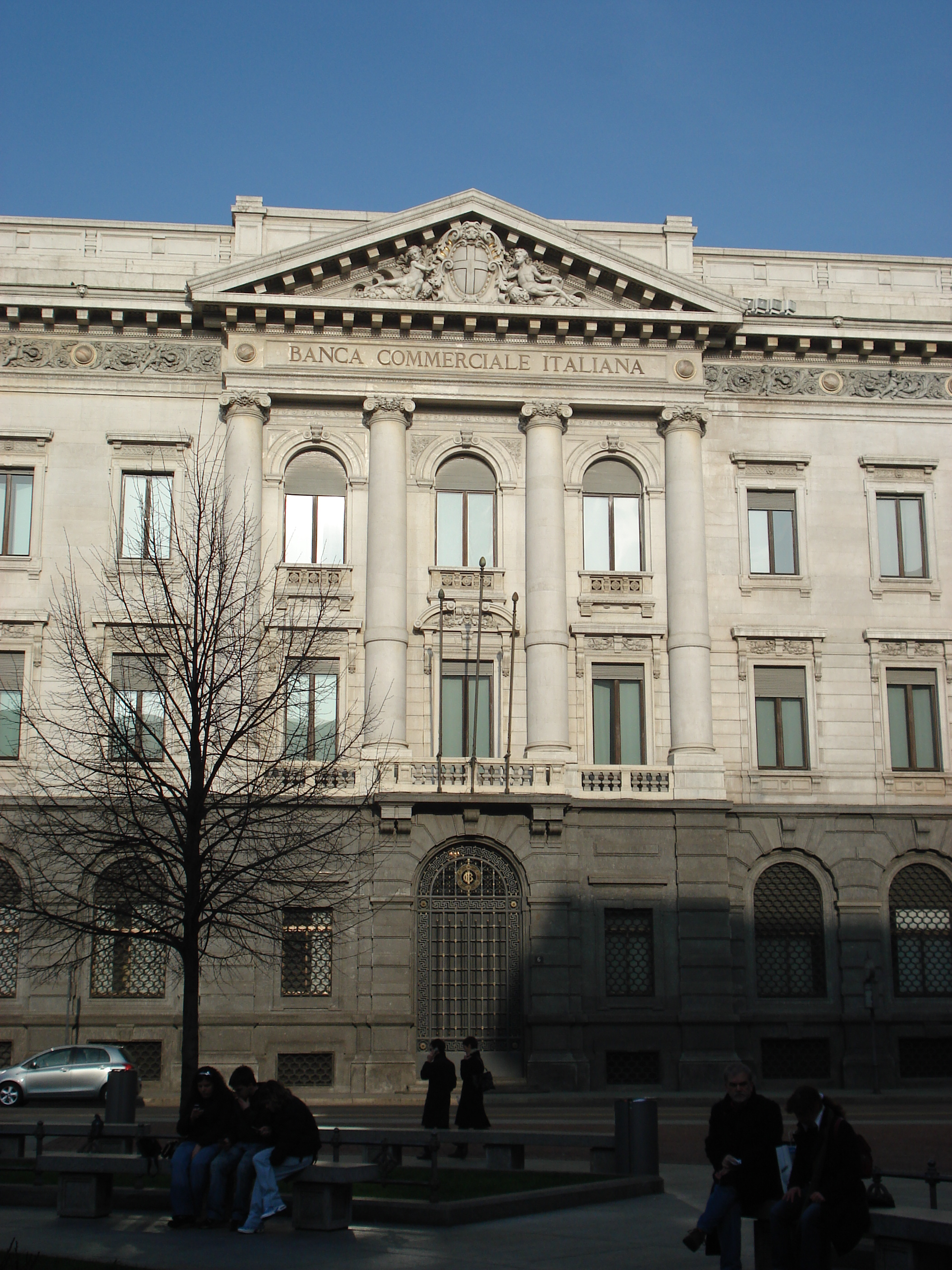
Siège de la Banca Commerciale Italiana, Piazza Scala à Milan. Édifice conçu par l'architecte Luca Beltrami en 1927

Au lendemain de la Première Guerre mondiale, Comit participe à la reconversion de l'activité de guerre du système industriel italien. Durant les années 1920, elle est de facto dirigée par Toeplitz. La banque est très impliquée dans le financement des entreprises, allant jusqu'à prendre une participation majoritaire dans le capital de sociétés majeures. En revanche, elle demeurera relativement neutre à l'égard du pouvoir politique fasciste qui se met en place à partir de 1923. Elle poursuit son expansion à l'étranger avec des implantations nombreuses dans les pays d'Europe Centrale, Orientale et les Balkans, la Turquie et l'Égypte. 
La grave crise économique de 1929 qui s'ensuit est telle que tout le système bancaire des pays occidentaux est fragilisé. Comit n'y échappe pas, et est nationalisée en 1934, puis devient la propriété de l'IRI, une holding d'État, et reste sous sa tutelle jusqu'à sa privatisation en 1994.
Les nouveaux dirigeants, après sa nationalisation, Raffaele Mattioli et Michelangelo Facconi ainsi que le jeune directeur Giovanni Malagodi, opérèrent une réforme radicale de l'organisation de la banque en introduisant la mécanisation du traitement des opérations.
Après la promulgation de la loi bancaire italienne de 1936, par le gouvernement de Mussolini, Comit, comme les consœurs Credito Italiano et Banco di Roma, est transformée en une simple banque de crédit, tout en gardant la qualification de « banque d'intérêt national ». En 1938, Comit fait paraître une publicité pour les traveller's chèques dans la revue fasciste La difesa della razza. 
Raffaele Mattioli dirige la banque durant les premières années de la Seconde Guerre mondiale, en proie à de nombreuses difficultés, et après l'armistice du 8 septembre 1943, deux co-directions furent créées, l'une établie à Milan et l'autre, à Rome. Comit devient alors un centre d'activité clandestin antifasciste grâce à l'engagement de certains de ses dirigeants comme Ugo La Malfa, Sergio Solmi et bien d'autres.
Au lendemain de la guerre, Comit intensifie ses positions sur le marché international et renoue ses contacts, jamais interrompus, avec le monde de la finance américain. En 1946, l'appui sans réserves de son directeur général Rafaele Mattioli est décisif pour la création de Mediobanca, nouvelle banque créée pour le financement à moyen et long terme des entreprises italiennes durant cette période de reconstruction du pays. Cette nouvelle banque est dirigée par Enrico Cuccia, un ancien directeur général de Comit.
En 1970, Comit est cotée à la Bourse de Milan. En 1972, Rafaele Mattioli quitte ses fonctions après son départ à la retraite mais la Banca Commerciale Italiana poursuit la ligne qu'il avait contribué à établir, le financement de l'industrie et du monde de la culture. Comit reprend son leadership international avec une nouvelle expansion à l'étranger notamment vers les pays d'Amérique du Nord et du Sud, et vers l'Asie.
Dans les années 1980, Comit devient la première banque à nouer des contacts avec les pays d'Europe de l'Est. C'est à cette époque que les contraintes établies par la loi bancaire de 1936 sont enfin abrogées, et Comit peut ainsi opérer une forte expansion en Italie avec l'ouverture de 700 nouveaux guichets.
En 1991, Comit rachète la Banca Sicula de Trapani, en Sicile. Entre 1991 et 1994, Comit se transforme en un groupe bancaire, avec la possibilité à nouveau d'accorder des prêts aux entreprises, renouant avec le principe fondateur de la banque, mais adapté aux réalités du moment. 
En 1994, Comit, au moment de fêter son centenaire, est privatisée. En 1999, Banca Intesa détenait 70 % du capital de Comit.
Parmi les participations importantes à l'étranger, il faut citer la banque hongroise CIB Bank et la banque croate Privredna Banka Zagreb.
Le 24 avril 2001, Comit fusionne avec son actionnaire principal, Banca Intesa, pour former le groupe IntesaBci, qui, le 18 décembre 2002 reprit sa première raison sociale, Banca Intesa,. Certaines personnes nostalgiques vont alors regretter la disparition du nom Comit, après la fusion avec la « Banca Intesa ».
Avant sa fusion en 2007 avec Intesa Sanpaolo, la Banca Intesa revend Sudaméris à ABN-AMRO en 2003.